# Edwin Brant Frost
Edwin Brant Frost II (14 de julio de 1866 – 14 de mayo de 1935) fue un astrónomo estadounidense, descubridor de la primera estrella variable, Beta Cephei.

## Biografía
Frost nació en Brattleboro, Vermont. Su padre, Carlton Pennington Frost, era decano de la Escuela Médica Dartmouth.
Se graduó en el Dartmouth College en 1886, y continúe su educación como estudiante de postgrado en química. En 1887 obtuvo un puesto de profesor de física con tan sólo 21 años de edad. En 1890 viajó por Europa y se especializó en espectroscopia estelar como alumno de Hermann Vogel en el Instituto Leibniz de Astrofísica de Potsdam. Regresó a Dartmouth en 1892 como profesor ayudante de astronomía.
Amante de las actividades al aire libre, disfrutaba con el golf, la natación, y el patinaje sobre hielo. También era aficionado a la música y a la literatura. En 1896 se casó con Mary E. Hazard. La pareja tuvio tres hijos: Katharine, Frederick, y Benjamin.
Frost se incorporó al personal del Observatorio Yerkes en 1898, convirtiéndose en su director en 1905 cuando dimitió George Hale, cargo que conservó hasta su jubilación en 1932. Fue editor del Astrophysical Journal desde 1902 hasta 1932, donde era conocido por su cuidadosa atención a los detalles. En 1915 perdió la visión de su ojo derecho, y en 1921, la del izquierdo. A pesar de su ceguera continuó trabajando durante once años más hasta su jubilación en 1932.
Murió en 1935 en Chicago a consecuencia de una peritonitis.

## Legado
Las investigaciones de Frost se centraron en la determinación de la velocidad radial de los cuerpos estelares utilizando espectroscopia estelar y la espectroscopia de estrellas binarias. En 1902, descubrió el comportamiento anómalo de Beta Cephei, que posteriormente se convertiría en el prototipo de las estrellas variables.
Desempeñó un papel significativo en atraer en 1921 a los Estados Unidos a Otto Struve, que por entonces vivía como un refugiado empobrecido en Turquía después de la Revolución Rusa. Posteriormente apoyó el nombramiento de Struve como su sucesor en el Observatorio Yerkes.

## Eponimia
- El asteroide 854 Frostia está nombrado en su honor.
- Así mismo, lleva su nombre el cráter Frost, situado en la cara oculta de la luna.